# Agoncillo (Spagna)
Agoncillo (IPA:  aɣonˈθiʎo) è un comune spagnolo di 1 314 abitanti. Situato nella comunità autonoma di La Rioja.

## Storia
La sua storia risale all'epoca romana, quando la zona era abitata da popolazioni autoctone che vivevano prevalentemente di agricoltura. Successivamente, durante il Medioevo, il borgo fu teatro di diverse battaglie tra i Regni cristiani e i musulmani, fino alla sua definitiva integrazione nel Regno di Navarra.
Uno dei simboli identificativi di Agoncillo è il Castillo de Aguas Mansas, una fortificazione medievale costruita tra il XIII e il XIV secolo. Nel 1983, il castello è stato dichiarato Monumento Storico Artistico Nazionale. Oggi, le sue sale restaurate ospitano gli uffici comunali.